# Mobilní bezpečná platforma

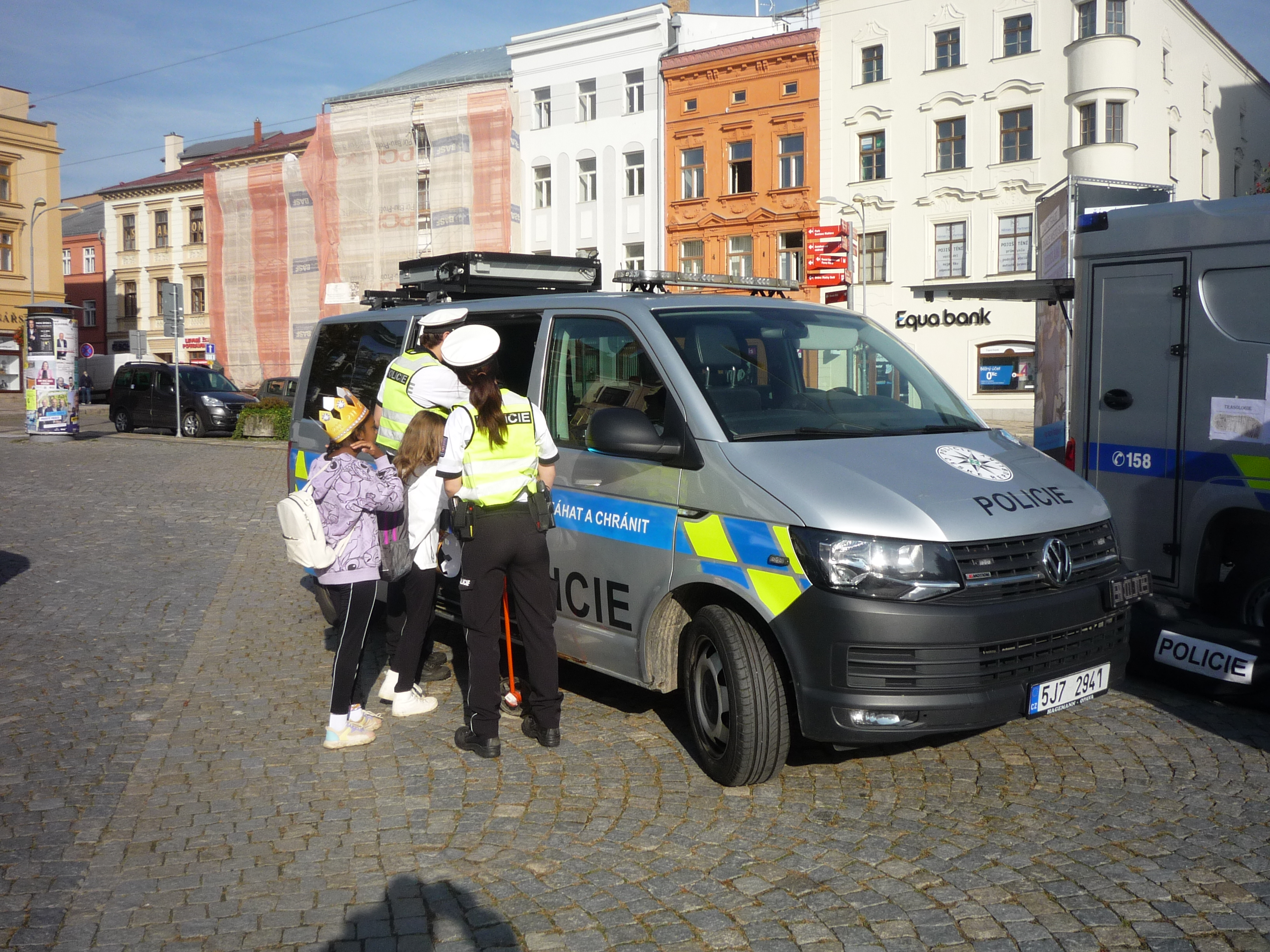
Dopravní policie ČR

Mobilní bezpečná platforma (MBP) je zabezpečené mobilní zařízení Policie České republiky, které je určeno sloužícím policistům, kteří skrze toto šifrované zařízení dokáží na místě zásahu snadno získat přístup k zásadním informačním systémům, jejichž využití je často nutné pro správné vyřešení situace. Jedná se o projekt realizovaný Ministerstvem vnitra ČR, který zlepšuje digitalizaci a infrastrukturu ICT ve státní správě.

## Historie
Pro potřeby PČR není možné používat běžná telekomunikační zařízení z toho důvodu byl v programovém období 2007-2013 realizován investiční projekt "Mobilní bezpečná platforma" č. CZ.1.06/1.1.00/17.09403, jedná se o dotační program pro ministerstvo vnitra v programu "Integrovaný operační program". V rámci toho byla vytvořena dostatečná infrastruktura, aby bylo možné všechny policisty vybavit těmito MBP a byl jim umožněn vzdálený přístup, tedy mimo chráněná pracoviště, do informačních systémů PČR. 

### Integrovaný operační program
Jedná se o program, který byl zastřešen Ministerstvem pro místní rozvoj ČR. V rámci tohoto programu bylo realizováno několik konkrétních investičních programů, jejichž obecným cílem je zvyšování míry digitalizace ve státní správě a to za užití investic do moderní ICT infrastruktury.  Konkrétním investičních projektem v tomto integrovaném operačním programu je právě Mobilní bezpečná platforma, realizována ministerstvem vnitra ČR. Infrastrukturu v rámci PČR spravuje útvar NCIKT (Národní centrum informačních a komunikačních technologií).

## Současné využití
Od roku 2015 je tento nástroj zařazen do základní výbavy policistů v celé ČR. V rámci běžného výkonu služby jsou tato MBP využita zejména jako vzdálený přístup k chráněným informačních systémům, které buď PČR sama spravuje, případně do nich má přístup. 
Jedná se zejména o tyto systémy:
- CRO (centrální registr obyvatel)
- PATROS (systém pátrání po osobách)
- PATRMV (systém pátrání po vozidlech)
- CRR (Centrální registr řidičů)
- CKP (centrální kancelář pojistitelů) a dalších dílčích národních systémů
- Elektronické trestní řízení (ETŘ)
- Integrovaný operační systém - mapa s aktuálními údaji, konkrétní události, dostupné síly a prostředky aj...
- Schengenské informační systémy, ve kterých jsou hledané osoby, vozidla a věci (SIS, AFIS aj.)Silniční kontrola PČR

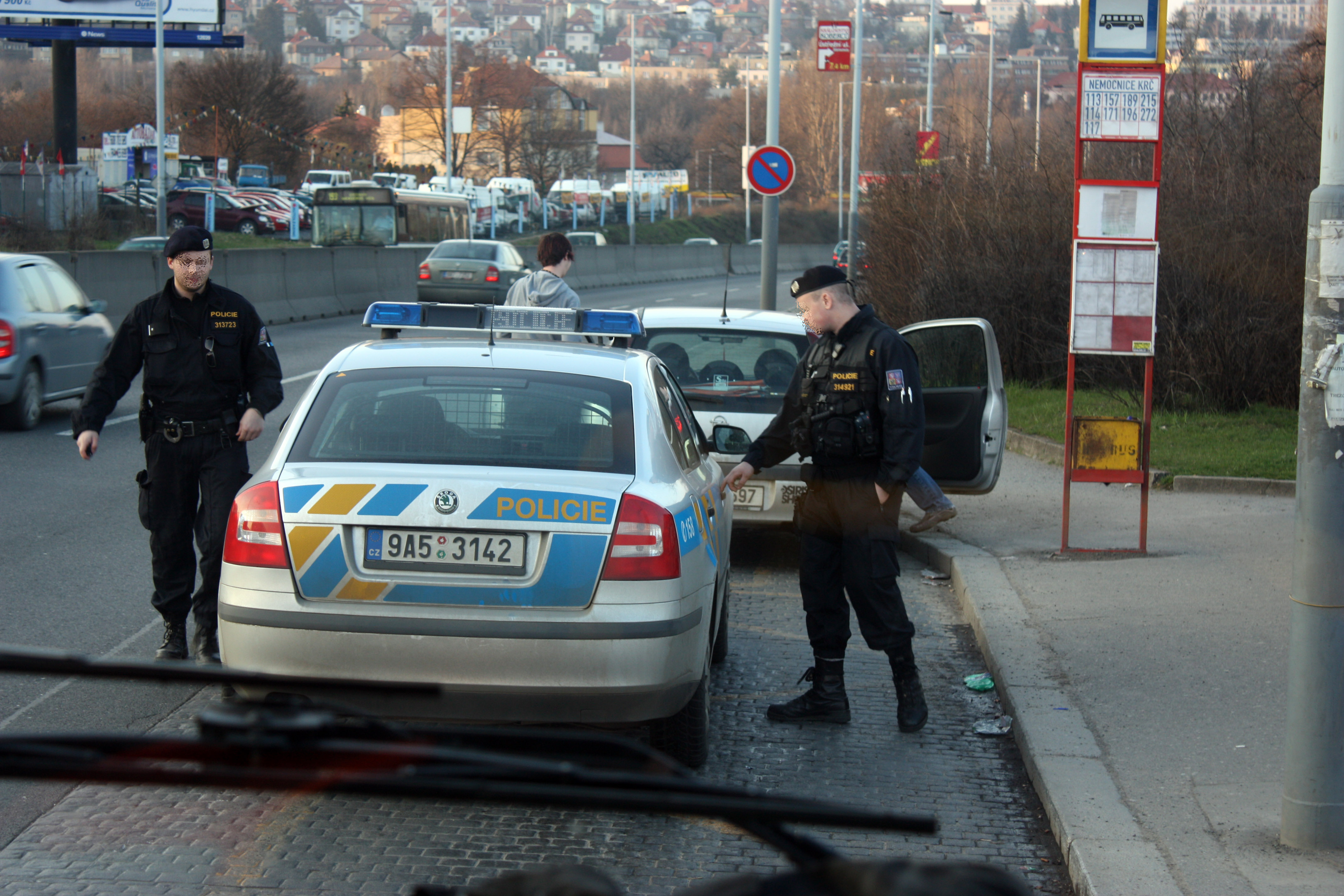
Silniční kontrola PČR

Při běžných policejních činnostech pak mohou policisté nahlédnout do těchto systémů a zjistit kam mají jet, co se na místě mělo stát, zda se baví s osobou hledanou, zda má osoba řidičské oprávnění a mnoho dalšího.

## Obdobné projekty ve světe
Policie ČR není jediná v takovémto projektu, obdobné projekty vznikaly i v dalších zemích světa a to zejména začátkem 21.století, kdy se technologie mobilních zařízení staly tak rozšířené, že se začala projevovat potřeba je aplikovat i do státních organizací a v rámci světového bezpečnostního diskursu se toto téma, aplikace ICT nástrojů do bezpečnostního sektoru, stalo jedním z klíčových bodů. Na příkladu ostatních zemí vidíme, že úspěšnost takových projektů se liší a je přímo závislá na míře vyspělosti ICT infrastruktury konkrétních států a konkrétních podmínkách v daných státech, toto si můžeme demonstrovat na několika případech.

### Neúspěšné projekty MBP
Jako obtížný projekt můžeme označit projekt ve městě Rio de Janeiro, kde se v prvních letech 21. století v rámci tohoto města pokoušeli o zlepšení stavu policie a jedním z hlavních úkolů tohoto programu byla právě implementace ICT nástrojů do běžné policejní praxe. Některé z těchto ICT nástrojů se podařilo aplikovat, příkladem mohou být kamerové systémy CCTV ve městě a operační střediska. Nicméně plošné využití MBP, tedy mobilních zařízení umožňujících vzdálený a bezpečný přístup do informačních systémů, nebylo možné realizovat a to z praktických okolností v tomto městě. Na jedné straně se jedná o město, kde nebylo plošné pokrytí datovým připojením ani mobilními sítěmi, jelikož město nemělo v tomto ohledu dostatečně vyspělou infrastrukturu, dále se jedná o problém s členitým terénem města, který dále zhoršuje podmínky pokrytí a v neposlední řadě se jedná o problém s místními kriminálními živly, různé formy organizovaného zločinu, které pravidelně poškozují ICT infrastrukturu v nebezpečných lokalitách města. Toto je příklad oblasti, kde se projekt MBP setkal s mnoha problémy.

### Úspěšné projekty MBP
Úspěšné projekty v oblasti aplikace ICT nástrojů a konkrétně nástroje typu MBP můžeme vidět zejména u vyspělých zemí. Příkladem může být projekt RTCC (Real time crime center), který realizovala New Yorská policie, kdy se jedná o centrální informační systém, který umožňuje policistům přístup k policejním a soudním spisům, hlášením, oznámením aj., a tyto informace následně putují k policistům přímo do terénu.
Dále se jedná o projekty realizované například Londýnskou metropolitní policií, tzv. PDAs (personal digital assistants), které umožňují vzdálený přístup do informačních systémů, ale dokážou i například zaslání příkazu na místě (resp. pokuty) skrze email ve formátu PDF. Dalším příkladem pak může být Australská policie, která využívá obdobné přístroje jako PDAs, ale přidává k tomu další nástroje, jako je skener otisků prstů, který umožňuje bezpečnější identifikaci osoby přímo v terénu. Vidíme tedy, že i v dalších zemích světa se princip projektu MBP etabluje jako běžná součást policejní práce a tento nástroj se nadále vyvíjí a aplikují se další rozšíření a možnosti tohoto nástroje.